# Powstanie chłopskie w Saksonii
Powstanie chłopskie w Saksonii – miało miejsce w roku 1790. Punktami zapalnymi powstania były tereny położone wokół Drezna, Lipska i Zwickau.
Opór chłopów wzbudziła polityka miejscowych feudałów, a ciężka zima przełomu 1789/1790 r. tylko sytuację zaostrzyła. Antyfeudalne powstanie wybuchło latem 1790. Jednym z najważniejszych przywódców rebelii był Christian Benjamin Geißler zwany też rebeliantem z Liebstadt. Do połowy sierpnia w rękach rebeliantów znalazło się 15 majątków ziemskich o powierzchni 5000 km kwadratowych w rejonie Stolpen, Radeburga, Drezna czy Torgau. Ataki te były jednak słabo zorganizowane i spontaniczne. W miejscowości Königstein chłopi odmówili służby, atakując miejscowe zamki i rozbrajając miejscową milicję. Dnia 23 sierpnia grupa ok. 2000 chłopów z Miśni uzbrojonych w cepy, kije i siekiery siłą wymusiło na miejscowych władzach zwolnienie z więzień aresztowanych rebeliantów.
Głównymi postulatami chłopów było zniesienie pańszczyzny i uzyskanie handlowych przywilejów. Początkowo chłopom udało się uzyskać zapewnienie władz spełnienia tych postulatów. Do tego czasu wielu feudałów zostało wypędzonych a ich majątki ograbione. Dopiero we wrześniu 1790 r. rząd Saksonii wysłał przeciwko powstańcom znaczne siły militarne, które ostatecznie zdławiły powstanie.